# Контроль (фільм, 2003)
«Контроль» (угор. Kontroll) — угорський трилер 2003 року режисера Німрода Анталя. Містить елементи комедії, детективу й сюрреалізму.
Фільм узяв участь у кількох фестивалях Європи й Північної Америки. Виграв Золотий Г'юго на Міжнародному кінофестивалі у Чикаго і показувався в Un Certain Regard на Каннському кінофестивалі 2004.

## Сюжетні зав'язки
Головним героєм є Бульчу, квитковий контролер у метро. Він член групи з чотирьох контролерів. Також у нього є друг Бела, пияк і водій потяга. Він водив звичайні потяги, аж поки не розбив одного через «замалий гальмівний шлях». Зображаються робочі будні контролерів, яких пасажири ображають і ненавидять. Пізно вночі Бульчу досліджує покинуті або недобудовані частини тунелів.
Група Бульчу ворогує з іншою групою своєї зміни. Лідер іншої групи викликає Бульчу на «біг рейками». Це змагання, аналогічне втіканню від биків. Коли останній пасажирський потяг від'їжджає, учасники біжать за ним до наступної станції, втікаючи від останнього потяга, який не зупиняється на жодній станції.
Під час інспекції Бульчу зустрічає жінку, Софі, яка завжди одягнута в костюм ведмедя і ніколи не купує квитків.
Під колесами потягів починають вмирати люди. Спершу персонажі думають, що це самогубці, але пізніше Бульчу бачить, що хтось штовхає їх з платформи.

## У ролях
- Шандор Чанай (Sándor Csányi) — Бульчу (Bulcsú)
- Золтан Мучі (Zoltán Mucsi) — Професор (Professor)
- Чебе Піндрош (Csaba Pindroch) — Мукі (Muki)
- Шандор Бадар (Sándor Badár) — Лечо (Lecsó)
- Жольт Надь (Zsolt Nagy) — Тібі (Tibi)
- Бенсе Матіяшші (Bence Mátyássy) — Бутсі (Bootsie)
- Гьєзе Сабо (Győző Szabó) — «Тінь»
- Естер Балла (Eszter Balla) — Софі (Zsofi)
- Лайош Ковач (Lajos Kovács) — Бела (Béla)